# 星野めぐみ
星野 めぐみ（ほしの めぐみ、8月13日 - ）は、フリーで活動のタレント・アナウンサー。大阪を拠点に活動している。

## 人物
- 身長は166cm。
- 元大手都市銀行員。
- 趣味は旅行、ネイルアート。

## 主な出演番組
- サンテレビ「まいど。火曜日はKEIRIN」
- 毎日放送「素敵な時間」
- FM貝塚「あさねた」
- MBSラジオ「レース速報」
- スピードチャンネル競輪キャスター